# 逆べき乗法
逆べき乗法（逆冪乗法、ぎゃくべきじょうほう）もしくは逆反復（法）とは、ある{\displaystyle n\times n}の行列{\displaystyle \mathbf {A} }が正則行列であるときに、行列{\displaystyle \mathbf {A} }の固有値のうち、絶対値最小のものを求める手法である。
具体的には、適当な初期ベクトル{\displaystyle \mathbf {y} ^{(0)}}から始めて、逐次
{\displaystyle \mathbf {y} ^{(k)}=\mathbf {A} ^{-1}\mathbf {y} ^{(k-1)}}
を計算することで、{\displaystyle \mathbf {y} ^{(k)}}が{\displaystyle \mathbf {A} }の絶対値最小の固有値{\displaystyle \lambda _{n}}に属する固有ベクトルに収束していくことを利用し、
{\displaystyle \lim _{k\to \infty }{\dfrac {\mathbf {y} ^{(k){\rm {T}}}\mathbf {y} ^{(k)}}{\mathbf {y} ^{(k){\rm {T}}}\mathbf {y} ^{(k-1)}}}={\frac {1}{\lambda _{n}}}}
により絶対値最小の固有値を得る。
　絶対値最大の固有値を求める手法としてはべき乗法が有名である。逆べき乗法は行列{\displaystyle \mathbf {A} ^{-1}}に対してべき乗法を適用しているため、収束の証明はべき乗法と同様である。